# Isabelle Haak
Isabelle "Bella" Haak (Perstorp, Suécia, 11 de julho de 1999) é uma jogadora de voleibol sueca que atua como oposta do clube italiano Imoco Volley Conegliano e da 
Seleção Sueca de Voleibol.

## Títulos e resultados

### Vakifbank SK
- Campeonato Turco: 2020-21,[2] 2021-22[3]
- Copa da Turquia: 2020-21,[4] 2021-22[5]
- Supercopa Turca: 2021[6]
- Supercopa Turca: 2019, 2020
- Campeonato Mundial: 2019
- Campeonato Mundial: 2021
- Liga dos Campeões da Europa: 2020-21
- Liga dos Campeões da Europa: 2021-22

### Imoco Volley Conegliano
- Campeonato Italiano: 2022/23, 2023/2024
- Supercopa Italiana: 2022, 2023, 2024, 2025
- Copa Itália: 2022, 2023, 2024, 2025
- Campeonato Mundial de Clubes: 2022, 2024
- Liga dos Campeões da Europa: 2023/24

## Premiações individuais
- Copa Itália de Voleibol Feminino 2025 - Most Valuable Player
- Campeonato Mundial de Clubes de Voleibol Feminino de 2024 - Most Valuable Player (MVP)
- Campeonato Mundial de Clubes de Voleibol Feminino de 2024 - Melhor Oposta
- Liga dos Campeões da Europa de Voleibol Feminino de 2023/24 - Most Valuable Player (MVP)
- Campeonato Italiano de Voleibol Feminino de 2023/24 - Most Valuable Player (MVP)
- Copa Itália de Voleibol Feminino de 2023 - Most Valuable Player (MVP)
- Campeonato Mundial de Clubes de Voleibol Feminino de 2022 -  Most Valuable Player (MVP)
- Campeonato Mundial de Clubes de Voleibol Feminino de 2022 - Melhor Oposta
- Campeonato Mundial de Clubes de Voleibol Feminino de 2022 - Maior Pontuadora
- Campeonato Mundial de Clubes de Voleibol Feminino de 2021 -  Most Valuable Player (MVP)
- Campeonato Mundial de Clubes de Voleibol Feminino de 2021 - Melhor Oposta
- Torneio Qualificátorio para o Campeonato Europeu de 2021 - Maior Pontuadora
- Torneio Qualificátorio para o Campeonato Europeu de 2021 - Melhor Saque
- Liga dos Campeões da Europa de Voleibol Feminino de 2020/21 - Maior Pontuadora
- Liga dos Campeões da Europa de Voleibol Feminino de 2020/21 - Melhor Atacante
- Liga Turca de Voleibol Feminino de 2020/21 - Most Valuable Player (MVP)
- Copa Turca de Voleibol Feminino de 2021 - Melhor Oposta
- Campeonato Mundial de Voleibol Feminino de 2019 - Melhor Oposta
- Campeonato Mundial de Voleibol Feminino de 2019 - Maior Pontuadora